# ۸۰۰۰ (عدد)
۸۰۰۰ (عدد)یک عدد طبیعی است که بعد از ۷۹۹۹ و قبل از ۸۰۰۱ قرار دارد.